# Brezno (Tearce)
Brezno (makedonsky: Брезно) je vesnice v Severní Makedonii. Nachází se v opštině Tearce v Položském regionu.

## Geografie
Vesnice se nachází v oblasti Položská kotlina, na východních svazích pohoří Šar Planina. Od města Tetovo je vzdálená 17 km.

## Historie
Vesnice je poprvé zmíněna v osmanských sčítacích listinách z let 1467/68. Žilo v ní 9 rodin a jeden svobodný, všichni křesťané.
Podle záznamů Vasila Kančova z roku 1900 zde žilo 490 obyvatel makedonské národnosti.

## Demografie
Podle sčítání lidu z roku 2021 zde žijí 3 obyvatelé makedonské národnosti.
| Rok          | 1900 | 1905 | 1948 | 1953 | 1961 | 1971 | 1981 | 1994 | 2002 | 2021 |
| ------------ | ---- | ---- | ---- | ---- | ---- | ---- | ---- | ---- | ---- | ---- |
| Obyvatelstvo | 490  | 640  | 547  | 478  | 295  | 67   | 13   | 2    | 8    | 3    |